# لي شيون
لي شِيوَن (بالصينية: 劉詩雯؛ المولودة 12 أبريل 1991) لاعبة كرة طاولة صينية. فازت لي شيون بكأس العالم خمس مرات وببطولة العالم مرة واحدة وبكأس آسيا أربع مرات.
حافظت على المركز الأول في تنصيف الاتحاد الدولي لكرة الطاولة لتسعة أشهر ما بين يناير وسبتمبر 2010.

## الإنجازات
فردي
- بطولة العالم: البطلة (2019)؛ الوصيفة (2013، 2015)؛ نصف النهائي (2009، 2011، 2017)
- كأس العالم: البطلة (2009، 2012، 2013، 2015، 2019)؛ الوصيفة (2017)
- كأس آسيا: البطلة (2010، 2012، 2013، 2016)؛ الوصيفة (2009، 2015، 2017)

ثنائي السيدات
- بطولة العالم: البطلة (2015، 2017)؛ الوصيفة (2013)؛ ربع النهائي (2007، 2009)

الفريق
- الألعاب الأولمبية: البطلة (2016)
- بطولة العالم: المركز الأول (2012، 2014، 2016، 2018)؛ المركز الثاني (2010)
- كأس العالم: المركز الأول (2009، 2010، 2013، 2015، 2018، 2019)

## روابط خارجية
- لي شيون على موقع منظمة تنس الطاولة العالمي (الإنجليزية)
- لي شيون على موقع أوليمبيديا (الإنجليزية)